# Eriospermum tuberculatum
Eriospermum tuberculatum är en sparrisväxtart som beskrevs av Pauline Lesley Perry. Eriospermum tuberculatum ingår i släktet Eriospermum och familjen sparrisväxter. Inga underarter finns listade i Catalogue of Life.